# Goal! (film)
Goal! är en brittisk långfilm från 2005 i regi av Danny Cannon. Den hade biopremiär i USA den 12 maj 2006.

## Handling
Filmen handlar om Santiago Munez som drömmer om att bli en berömd fotbollsspelare. När han är tio år flyr han och hans familj till USA. Santiago växer upp i ett av Los Angeles latinoinfluerade kvarter. Familjen har det svårt med ekonomin och därför måste Santiago börja arbeta i ung ålder.
Men hans största passion är fotboll som han spelar så mycket han kan. En dag kommer en engelsk talangscout och kollar på Santiago och han blir oerhört imponerad av hans fantastiska sätt att hantera bollen. Talangscouten kontaktar honom och hans tränare. Santiago blir överlycklig och berättar detta för sin farmor och pappa. Pappan blir mycket upprörd eftersom han vill att Santiago ska skaffa sig ett stabilt jobb. Men Santiago tar chansen och provspelar i Newcastle United. Nu vill Newcastle att han ska komma till England med detsamma, men det är lättare sagt än gjort. Resan kostar en hel del pengar och Santiago börjar spara. Till slut lyckas han skrapa ihop tillräckligt med pengar till resan. Men när Santiago äntligen ska boka sin biljett är alla pengar borta, hans far har tagit dem och använt dem till sin egen firma. Santiago grälar återigen med far. Men hans farmor ser Santiagos möjligheter och ger honom varmhjärtat sina livsbesparingar och låter sitt barnbarn åka iväg till England. Där väntar en tuff men mycket spännande tid för Santiago.

## Santiagos klubbar
- Los Americanos Jovenes, 1994-2002
- Newcastle United, 2002-2004
- Real Madrid, 2004-2006 (Goal II)
- Tottenham Hotspur FC, 2006-2010 (Goal III)
- C.D. Chivas USA, 2013

## Skådespelare
- Kuno Becker - Santiago Munez
- Stephen Dillane - Glen Foy
- Alessandro Nivola - Gavin Harris
- Marcel Iures - Erik Dornhelm
- Anna Friel - Rosie Harmison
- Nick Cannon - TJ harper

## Cameos
Följande fotbollsrelaterade personer medverkar i filmen:
| - Zinedine Zidane - David Beckham - Raúl González - Alan Shearer - Martin Tyler - Shay Given - Sven-Göran Eriksson - Lee Bowyer - Jermaine Jenas - Kieron Dyer - Titus Bramble | - Tomasz Radzinski - Stephen Carr - Jean-Alain Boumsong - Michael Chopra - Rafael Benítez - Milan Baroš - Laurent Robert - Frank Lampard - Joe Cole - Steven Gerrard - Thomas Dylan Brooke | - William Gallas - John Arne Riise - Jamie Carragher - Igor Biscan - Dave Hughes - Patrick Kluivert - Jiří Jarošík - Rob Lee - Shola Ameobi - Joe Bevis |

### Fotnoter
1. ↑  ”Goal!” (på engelska). Box Office Mojo. 12 maj 2006. http://www.boxofficemojo.com/movies/?id=goal.htm. Läst 5 september 2016.